# توم تشاترتون
توم تشاترتون (بالإنجليزية: Tom Chatterton) هو كاتب سيناريو وممثل أمريكي، ولد في 12 فبراير 1881 في جنيف في الولايات المتحدة، وتوفي في 17 أغسطس 1952 في هوليوود في الولايات المتحدة.

## وصلات خارجية
- توم تشاترتون على موقع IMDb (الإنجليزية)
- توم تشاترتون على موقع ألو سيني (الفرنسية)
- توم تشاترتون على موقع أول موفي (الإنجليزية)
- توم تشاترتون على موقع قاعدة بيانات الأفلام السويدية (السويدية)
- توم تشاترتون على موقع قاعدة بيانات الفيلم (الإنجليزية)
- توم تشاترتون على موقع كينوبويسك (الروسية)